# Guillermo Rosselló Bordoy
Guillermo Rosselló Bordoy (* 1932 in Palma; † 12. August 2024) war ein spanischer Historiker und Archäologe.

## Leben
Er studierte ab 1949 an der Universidad Complutense in Madrid, ab 1955 an der Universität Barcelona, wo er ein Lizenziat in semitischer Philologie erlangte. 1961 wurde er Mitglied des Cuerpo facultativo de archiveros, bibliotecarios y arqueólogos und arbeitete zunächst am Museo Arqueológico in Sevilla. Anschließend wurde er Mitarbeiter des Museu de Mallorca, dessen Konservator er von 1963 bis zu seinem Ruhestand 2002 war.
Rosselló befasste sich in seinen Arbeiten insbesondere mit der Geschichte der spanischen Mittelmeerinseln Mallorca und Menorca. Er beschäftigte sich vor allem mit der Zeit der muslimischen Herrschaft in Mallorca und arabischer Keramik. Auch der Vor- und Frühgeschichte der Insel, so etwa der Talayot-Kultur und den auf sie zurückgehenden Monumenten, galt sein Interesse. 1964 führte er im Norden Mallorcas die Ausgrabung des Dolmen von Son Bauló de Dalt, ab 1965 auf dem Fundplatz Es Figueral de Son Real durch. Mit Maria Lluïsa Serra (1911–1967) untersuchte und restaurierte er die südliche Naveta von Rafal Rubí auf Menorca. Weitere Ausgrabungen erfolgten Ende der 1960er-Jahre am Talaiot de Pula. Zwischen 1968 und 1975 unternahm er gemeinsam mit William Waldren Ausgrabungen in Son Matge auf Mallorca, wobei auch Skelettreste der ausgestorbenen Ziegenart Myotragus balearicus gefunden wurden. 1977 wurde die nördliche Naveta von Rafal Rubí unter Rossellós Leitung ausgegraben und restauriert. In den 1990er-Jahren leitete er die Restaurierung des Santuari de Son Corró.
Er verfasste zumindest 40 Bücher und über einhundert Studien.
Guillermo Rosselló starb im August 2024 im Alter von 92 Jahren.